# ابرهافست
ابرهافست (به انگلیسی: Aberhafesp) یک منطقهٔ مسکونی در بریتانیا است که در پویس واقع شده‌است. ابرهافست ۴۱۶ نفر جمعیت دارد.